# 木村卓寛
木村 卓寛（きむら たくひろ、1976年5月22日 - ）は、日本のお笑いタレント。コンビ「天津」のツッコミ（たまにボケ）担当。吉本興業所属。兵庫県姫路市出身、岩手県盛岡市在住。

## 略歴
NSC大阪校21期出身。身長169 cm、体重58 kg。
姫路獨協大学法学部法律学科卒業。NSCの同期である天津飯大郎と1999年2月に「天津」を結成。
2008年、詩吟と下ネタを融合させた「エロ詩吟」で人気を博す。決め台詞の「あると思います」は2009年の「新語・流行語大賞」にノミネート。
2008年9月、単行本「天津 木村のエロ詩吟、吟じます。」を河出書房新社から刊行。
既婚で2児の父。2011年に長女、2013年に次女が誕生した。
祖父と実父は詩吟の師範であり、自身も師範代の資格を所持していた。エロ詩吟がストレートかつ過激な下ネタであるために父からは難色を示されたものの、流派の名は出さないことを条件にネタを許可されていた。また、その父も『草野キッド』2008年8月26日放送分でオリジナルのエロ詩吟を披露している。しかし2016年8月29日放送の『しくじり先生 俺みたいになるな!! 3時間スペシャル』に講師として出演した際、エロ詩吟が詩吟界から批判された末に自らは所属していた流派を除名され、父も息子を庇って詩吟界から離れたことを明らかにした。後に別の団体へ所属し直し五段を取得した。2017年2月4日放送の『めちゃイケ』にて、久しぶりにエロ詩吟を披露した。
2016年、「おっさんレンタル」やロケバス運転手のアルバイトをしていた。同年4月に大型バスの運転に必要な大型二種免許を取得した。また、それが縁で2020年12月から2021年2月までの3か月間、ヒロミの専属運転手を務めた。
2019年6月24日、2014年に反社会的勢力主催の誕生会に参加していたことを受け吉本興業より当面の間活動を停止する謹慎処分を受けた。反社会的勢力が主催だった認識はなかったが、一定の金銭の受領があったとされている。
2019年8月9日、謹慎処分が8月19日を以ての解除が報告された。
2021年3月中旬から岩手県へ単身赴任し、同年夏には家族で移住。4月3日から岩手朝日テレビの新番組『Go!Go!いわて』のMCを担っている 他、岩手県内の様々なCMやイベントに出演・参加している。
岩手移住のきっかけはヒロミで、週一ということもあり東京から岩手まで通いでやろうとする木村に「そんな覚悟で岩手の人がお前を愛してくれる訳がない」とヒロミが指摘し、自分の運転手を辞めさせて岩手移住を後押しする。さらに番組は週一収録で他の日は暇だからということでヒロミのYouTubeの編集作業のアルバイトも世話する。ここまで面倒を見てくれるヒロミに木村は「凄い人に会えた」と感謝している。
当初、木村は子供を東京から転校させるのは苦じゃないかと単身赴任するか否か悩んでいたが、妻の「一緒に暮らすのが家族でしょ。私たちも行くよ」という言葉を受けて、家族全員で岩手に移住している。
2021年12月、岩手県山田町観光ふるさと大使に任命され就任した。
2024年9月5日、岩手県の地方紙「岩手日報」連載コラムにて同年6月に家族が自宅近くで子猫を保護し偶然自宅がペット飼育可物件だったためそのまま飼い続けていることを発表した。

## 出演番組
ここでは（天津としてのコンビ出演ではない）木村の単独出演分を記述。
太字番組は、2022年9月現在出演中

### テレビ
- Go!Go!いわて（岩手朝日テレビ、2021年4月3日 - ） - MC
- 天津木村のへぇ〜 岩手、それ あると思います（岩手朝日テレビ、2022年6月3日 - ）
- 他人のSEXで生きてる人々3 （スカパー!プレミアムサービスCH535/ヌーヴェルパラダイス、2020年1月1日 - ） - MC
- 爆笑レッドカーペット（フジテレビ系列、キャッチコピーは「ビギン・ザ・詩吟」→「自称土7の顔」）[17][18]
- マヨブラジオ（読売テレビ制作・関西ローカル）『マヨブラ流』の後継番組、レギュラー出演。[19]
- みうらじゅん&山田五郎の男同志2（MONDO21、2009年1月 - 10月）
- ええとこ姫路（2013年7月、NHK）
- 他人のSEXで生きてる人々→他人のSEXで生きてる人々2 （2013年10月13日 - 2016年6月12日、NOTTV） - MC
- 東野アタック（2017年10月22日、フジテレビ）[20]
- 夢はここから深夜放送 ラッキー（青森朝日放送）

### web番組
- 街録ch〜あなたの人生、教えて下さい〜（2021年、YouTube番組）

### テレビドラマ
- リピート〜運命を変える10か月〜 第3話（日本テレビ、2018年1月25日） - 高速バスの運転手 役
- さすらい温泉♨遠藤憲一 第4話（テレビ東京、2019年2月7日） - ヒロト 役
- 第1話（2019年5月6日、朝日放送）グルメドラマ「なにわのグルメ記者 味旨美味子（あじうま・びみこ） - 大将  役
  - （6月23日、朝日放送）ギャンブルデスゲームドラマ「トゥルーギャンブラー怜」 - にぎりめしの大将・一尾玉史太郎 役

### テレビアニメ
- 名探偵コナン（警備員） 第356話

### webアニメ
- バイト先は「悪の組織」!?（カーバン）

### ラジオ
- ゴチャ・まぜっ!木曜日（2009年2月5日 - 3月26日、MBSラジオ）
- 天津木村の、今夜ええコトあると思います!（2023年10月6日 -、エフエム岩手）

### 舞台
- 家族のはなし（2018年） - 山本行夫 役

### CM
- 興和「新キャベ2」 サラリーマン姿で登場。
- リサイクルショップ「キングファミリー」のラジオCM（FM NACK5）（2008年9月 - ）
- JA全農いわて
  - 「いわて牛」
  - 「銀河のしずく」
- マイヤ宮古磯鶏店 2025年3月27日開店（岩手県限定CM）

### イベント
- 三上悠亜2nd写真集「Your Angel」発売記念東京イベント（新宿ロフトプラスワン、9月25日）- ゲストにとにかく明るい安村と出演[21]

## ライブ
- 2023年
  - 10月28日 - 「天津木村トークライブ　岩手でしゃべる　Vol,10」（風のスタジオ/岩手）

## ディスコグラフィ

### 楽曲
- 岩手県ここだと思います（2024年3月1日）配信限定 - Go！Go！せたがやオールスターズ名義